# Radanja vas
Radanja vas je naselje v Občini Ivančna Gorica.